# Замок Йиндржихув-Градец
Замок Йиндржихув-Градец (чеш. Zámek Jindřichův Hradec) — средневековый замок в ренессансном стиле, расположенный в городе Йиндржихув-Градец в Южночешском крае. Замок был основан в начале XIII века и долгое время служил главной резиденцией чешского аристократического рода панов из Градца.

## История замка

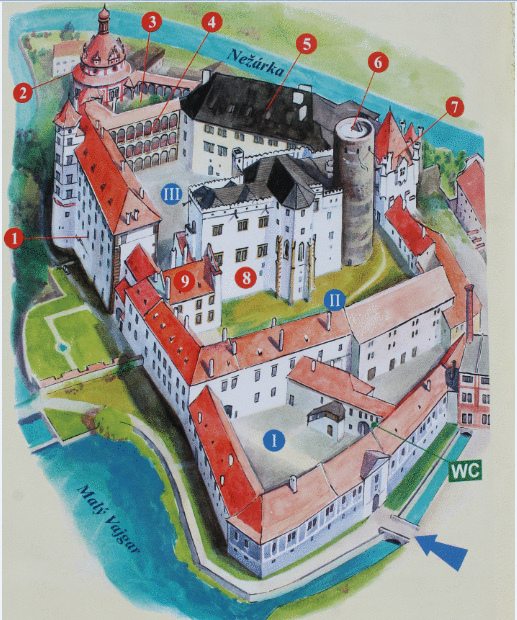
План замка: 1. «Адамов дом», 2. Рондель, 3. Замковый сад, 4.Большие аркады, 5. Испанское крыло дворца, 6. Чёрная башня, 7. Красная башня (Менгартка), 8. Готический дворец c капеллой Святого Духа, 9. Бургграфство

Замок Йиндржихув-Градец, комплекс зданий которого за столетия разросся до нынешних размеров в три с половиной гектара, был заложен на месте более древнего славянского городища, основанного, согласно археологическим данным, ещё в X веке. Это городище было составной частью обширной системы пограничных укреплений, возведённой первыми чешскими князьями из рода Пршемысловичей, и располагалось на старинном торговом пути, идущем  из Южной Европы. На территории собственно Чехии (Богемии) этот путь начинался от «Земских ворот», находившихся у чешско-моравской границы и охранявшихся замком Ландштейн. Следующий важный торговый пункт на указанном пути возник у брода при слиянии реки Нежарки и Гамерского ручья. Именно здесь на скалистом утёсе в целях охраны и содействия развитию торговли и ремесла было возведено укреплённое городище, на месте которого в дальнейшем был воздвигнут замок.
Достоверно неизвестно, почему и при каких обстоятельствах на месте королевского укреплённого городища началось возведение средневекового замка, ставшего феодальной резиденцией одной из ветвей рода Витковичей, каких либо королевских грамот или иных письменных документов на этот счёт не сохранилось. Предполагалось, что новый замок относился к так называемому типу замков с окружной застройкой — одному из старейших типов королевской замковой архитектуры в Чехии — и перешёл во владение Витковичей уже после того, как был завершён первый этап его строительства, однако современные исследователи (например, Томаш Дурдик, Владислав Разим) ставят под сомнение сам факт основания замка чешским королём, указывая на отсутствие каких либо письменных или археологических подтверждений этого события.
Первое упоминание замка в исторических источниках под названием Novum castrum («Новый замок») относится к 1220 году и связано с именем Йиндржиха I из рода Витковичей (ум. 1237), основателя линии панов из Градца. При нём были возведены округлая Чёрная башня и примыкающий к ней замковый дворец, а также усилены крепостные стены замка. Всё последующее средневековое архитектурное развитие замка преследовало не только цель повышения обороноспособности его укреплений, но и отражало стремление превратить замок в представительную феодальную резиденцию. Могущество рода панов из Градца проявилось и в последовательном расширении ареала их главной резиденции, превратившейся из укреплённого романско-готического замка в величественную, искусно и сложно сконструированную, а равно и превосходно защищённую позднеготическую твердыню. Готический облик замок вероятно приобрёл после перестройки, осуществлённой во 2-й половине XIII века паном Ольдржихом I из Градца (ум. 1282). Доминантой готического замка оставалась округлая Чёрная башня, окна которой сохранили свой первоначальный романский вид. Готический панский дворец представлял собой прямоугольное двухэтажное здание с капеллой Святого Духа. К этому же периоду относится возведение первых замковых ворот и новых крепостных стен, следы которых до сих пор заметны на фасаде нижнего этажа одного из зданий, расположенного в северо-западной части второго двора замка. Внешние укрепления видимо были окончательно возведены уже в начале XIV века, о чём свидетельствуют облик небольшого портала в проезде первых ворот и форма ниши с триостренной аркой.
Перестройка средневекового замка в представительную феодальную резиденцию в готическом стиле началась в 1421 году при Менгарте III из Градца (1391—1449), в дальнейшем занявшем должности карлштейнского бургграфа и высочайшего бургграфа Чешского королевства. В этот период со стороны нынешнего третьего двора замка была пристроена ещё одна жилая часть, а также были возведены новые монументальные замковые ворота. Около 1460 года владельцем Градецкого панства стал Йиндржих IV из Градца (ум. 1507), при котором перестройка замка продолжилась.
В 1482 году к замковой капелле в панском дворце был пристроен выступающий пятигранный пресвитерий, стены которого были украшены фресками работы мастера Гануша. Сам панский дворец у Чёрной башни прошёл в своём развитии несколько строительных фаз, а свой современный позднеготический облик приобрёл во время последней перестройки, начатой на рубеже XV и XVI веков. Постепенная реконструкция готического замка в представительную ренессансную резиденцию панов из Градца была начата в самом начале XVI столетия и заметно активизировалась к середине века. Реконструкция осуществлялась по архитектурным планам Антонио Эричера, Бальдассаре Маджи, Джованни Марио Факони и других итальянских архитекторов. В ходе перестройки, помимо прочего, второй замковый дворец в готичеком стиле был пристроен к первому и стал известен под названием его Испанского крыла, а в третьем дворе замка, прямо напротив Испанского крыла, был построен «Адамов дом» и соединён с указанным крылом дворца большими аркадами. Венцом реконструкционных работ стал возведённый в малом саде замка музыкальный павильон, получивший название Рондель. После этой реконструкции замок в целом приобрёл свой нынешний ренессансный вид и в дальнейшем больше принципиально не перестраивался.
Род панов из Градца пресёкся в 1604 году со смертью пана Яхима Ольдржиха, Градецкое панство, замок и титул владаржа Градецкого дома, благодаря заключённому в 1602 году браку между Луцией Отилией из Градца, сестрой и наследницей Яхима Ольдржиха, и Вилемом Славатой из Хлума, перешли к панскому роду Слават из Хлума и Кошумберка. За девяносто лет нахождения замка в их владении существенных архитектурно-строительных изменений он не претерпел, за исключением того, что в 1678—1696 годах было построено второе аркадное крыло у Ронделя, а перед ним в саду был установлен фонтан.
В 1694 году собственником замка становится род Чернинов из Худениц. Во время Семилетней войны в замке организовали военный госпиталь. В 1773 году замок сгорел. Пожар повредил бо́льшую часть замка. Некоторые части замка были отремонтированы и оформлены в стиле ампир ещё в 40-х гг. XIX в. (второй этаж Адамова строения), другие долгое время находились в полуруинированном состоянии вплоть до нач. XX века, когда проводилась реставрация Готического дворца.
Комплексная и наиболее длительная реставрация построек замка велась с 1976 по 1993 гг. Во время неё было обновлено Испанское крыло замка, которому грозило обрушение. В настоящее время Испанское крыло используется для проведения концертов, фестивалей, выставок и т. д.
В замке Йиндржихув-Градец возникла традиция в Великий четверг перед Пасхой раздавать бедным сладкую кашу, которую, начиная с XIV века, готовила одна из обитательниц замка Маркета из Хардегга. Эта традиция была отменена лишь в конце XVIII века семейством Чернинов, которые вместо этого основали благотворительный фонд для поддержки бедных. Легенду о Маркете и её каше объединил в XVII веке с легендой о привидении "Белой Даме" Богуслав Балбин, знаменитый чешский историограф, живший и работавший в Йезуитской семинарии в г. Йиндржихув-Градец.
В настоящее время замок Йиндржихув-Градец является пятым по посещаемости туристами замком Южночешского края (после замков Крумлов, Глубока, Червена-Льгота и Рожмберк) — в 2014 году его посетили более 57 тысяч человек.
|  |  |  |  |  |  |  |
|  |  |  |  |  |  |  |